# 国家軍事指揮センター
座標: 北緯38度52分16秒 西経77度03分20秒 / 北緯38.871111度 西経77.055556度
国家軍事指揮センター（こっかぐんじしきセンター、National Military Command Center, NMCC）は、アメリカ国防総省（DoD）に設けられた施設。予算上、空軍省の管轄下に置かれているが、実際の運用は統合参謀本部第3部（J3 | 作戦担当）の要員によって行われている。国家指揮権限(NCA)に関わる通信の統括、核戦争に対する単一統合作戦計画の準備・待機と指揮・統制に関わっている。

## 概要
国家軍事指揮システム（National Military Command System）の一つとして、国家空中作戦センター（National Airborne Operations Center）やサイトＲ（Raven Rock Mountain Complex）などと並び、核戦争に際し、前線部隊への命令書となる緊急行動メッセージ（EAMs）の電文生成部署の一つである。その他、NCAや統合参謀本部に関わる世界各地の情報収集や各統合軍部隊の指揮・統制支援も行なう。NMCCはペンタゴン内に位置している。ワシントンD.C.における通信拠点の一つであり、米露間のホットラインもNMCCが担当している。